# 系統性原理
「系統性原理」是對管理物件所進行的分析，引申出的基本原理。所謂管理物件，指的是一個由人、財物、時空、資訊以及組織按一定目的所組成的整體。

## 思想
系統性原理的思想可分為三項：整體性、相關性和有序性。整體性思想主要體現在四個方面：
1. 制定管理目標時，必須謀求整體最優化；
2. 系統的規律應反映整體的規律；
3. 系統中的要素必須服從整體；
4. 系統整體功能必須大於部份功能機械相加，基於要素應在整體發生「質的變化」，產生各要素本身不能擁有的新功能。

相關性所指的，是整體性思想的延續。系統內各要素間的連繫相互影響，相互作用，彼此制約，而每個要素的存在、發展，都必須依賴其他要素的存在、發展。而有序性則指要素間的連繫應有一定秩序，當中的連繫所指的則是空間排列和時間運行。

## 內容
在管理系統中，應以系統的整體及全局利益出發。其次，管理系統應確定和研究系統中各要素間的連繫以及作用，以把握系統整體結構、功能以及特性。再次，系統應自視因為更大系統的子系統，並考察它與周邊環境因素白的影響以及作用。

## 相應的管理原則
- 整分合原則
- 相對封閉原則